# 天主教布里奇敦教區
天主教布里奇敦教區（拉丁語：Dioecesis Pontipolitana）是羅馬天主教在巴巴多斯一個教區，屬天主教西班牙港總教區。
布里奇敦-金斯敦教區成立於1970年3月7日，1989年10月23日分割。2011年7月8日兩教區改由同一名主教牧養。
2006年有教友10,443人，佔轄區總人口4.2%。教區下轄六個堂區，有十名司鐸。現任教區主教為嘉祿·傑森·戈登。